# Playa del Inglés
Playa del Inglés (spanska för Engelsmannens strand) är en turistort på den spanska ön Gran Canaria i den autonoma regionen Kanarieöarna. Orten är en del av det sammanhängande Maspalomasområdet, med omkring 45 000[källa behövs] invånare, vilket ligger i kommunen San Bartolomé de Tirajana på den sydligaste delen av ön. 

## Geografi
Playa del Inglés är den mellersta av tre turistorter. Angränsande orter är San Agustín och Maspalomas. Sydväst om Playa del Inglés, vid öns sydspets, står den 65 meter höga fyren Faro de Maspalomas, uppförd under andra halvan av 1800-talet. 
På en udde väster om själva stranden som givit Playa del Inglés dess namn ligger Maspalomasöknen, ett större område med sanddyner. Det sägs ofta att sanden blåst dit från Sahara, men detta stämmer inte då sanden är uppspolad från havet.
Playa del Inglés avgränsas i norr av den gamla landsvägen. En nyare motorväg, GC-1, är byggd cirka en kilometer längre norrut. Mellan landsvägen och motorvägen ligger San Fernando de Maspalomas.
Stadsbilden domineras dels av områden med bungalowbebyggelse i markplan, dels hotell med 5-10 våningar.

## Klimat
Playa del Inglés har ca 350 soldagar om året. Dagsmedeltemperaturen[källa behövs] i januari är 22 grader och i juli 26 grader. Dock kan det uppstå förvirring runt de väderrapporter som publiceras i Svenska tidningar och på webbsidor så som SMHI. Dessa rapporter tas från väderstationer på nordöstra[källa behövs] Gran Canaria, som har ett annat klimat än den soliga sydkusten med Playa del Inglés. Temperaturen på sydkusten där turistorterna ligger är oftast ca 5 grader[källa behövs] högre än vad som visas i rapporteringen i Sverige .

## Nöjesliv
Shopping, nöjeslivet och restaurangnäringen är framförallt samlat kring olika köpcentra (Centros Comerciales, förkortat C.C., på spanska). De största är:
- C.C. Kasbah öppnades i slutet av 1960-talet som det första av dessa centra. I det så kallade "hålet" i mitten av centret ligger ett flertal barer.
- C.C. Cita stod klart 1971 och har en exteriör med teman från hela Europa. I Cita finns förutom butiker även restauranger och barer med framförallt tysk och holländsk inriktning.
- C.C. Yumbo, invigt 1982. Här finns en stor del av restaurangerna och butikerna i Playa del Inglés. Södra delen av Yumbo har blivit en betydande mötesplats för HBTQ-personer med restauranger, barer och nattklubbar.

I området närmast runt Playa del Inglés finns ett stort utbud av aktiviteter. På Holiday World finns förutom ett Tivoli även en Bowlinghall. Djur- och natur-parken Palmitos Park ligger en dryg mil norrut från Playa del Inglés. Vidare finns det flera vattenparker, en Go Cart-bana samt Western byn Sioux City inom en radie på 7 kilometer från Playa del Inglés.

## Näringsliv
Tidigare var jordbruket den huvudsakliga näringen i området, men idag dominerar turismen helt. Under vinterhalvåret är inslaget av besökare från Norden och Nordeuropa markant. Under högsäsongen, som sträcker sig från oktober till april, finns det varje dag omkring 52 000[källa behövs] turister i området.

## Kommunikationer
Bussbolaget Global bedriver reguljär trafik på Gran Canaria och har ett omfattande linjenät med ett stort antal linjer som passerar Playa del Inglés med förbindelser till bl.a. Gran Canarias flygplats och Las Palmas samt till turistområdena västerut på ön.
En järnväg, som ska förbinda Playa del Inglés med flygplatsen och huvudstaden Las Palmas i nordost, är under planering. Men finansiering är i nuläget (2022) ännu oklar.

## Filmproduktion
Det var i Playa del Inglés som filmen Sällskapsresan (1980) och den första säsongen av komediserien Playa del Sol (2007) spelades in. Playa del Sol är namnet på ett hotell vid C.C. Yumbo med många medelålders danslystna svenska besökare.

## Galleri

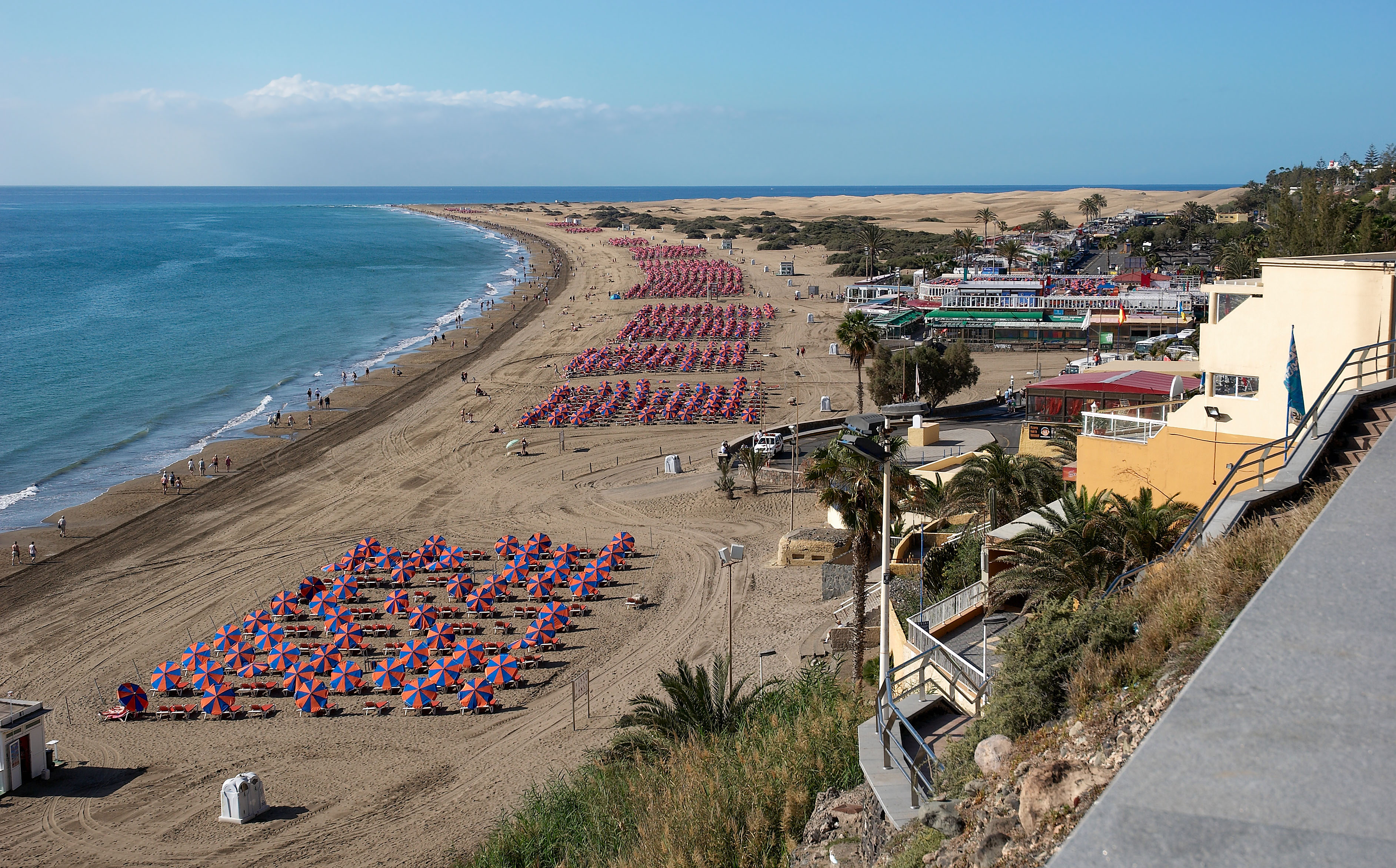
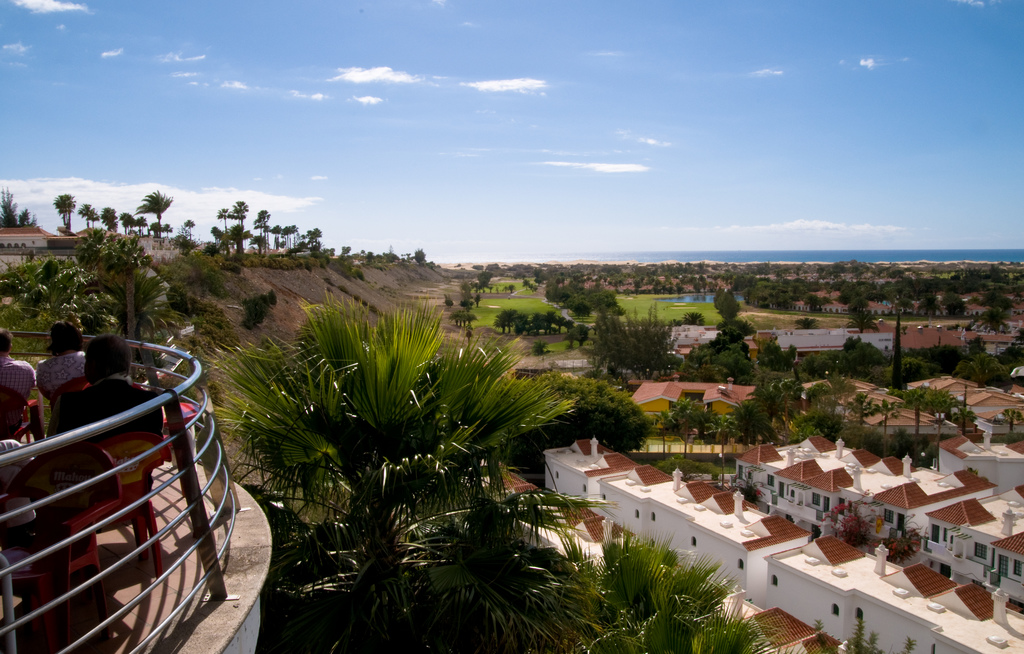
Utsikt från Playa del Inglés över Campo di Golf
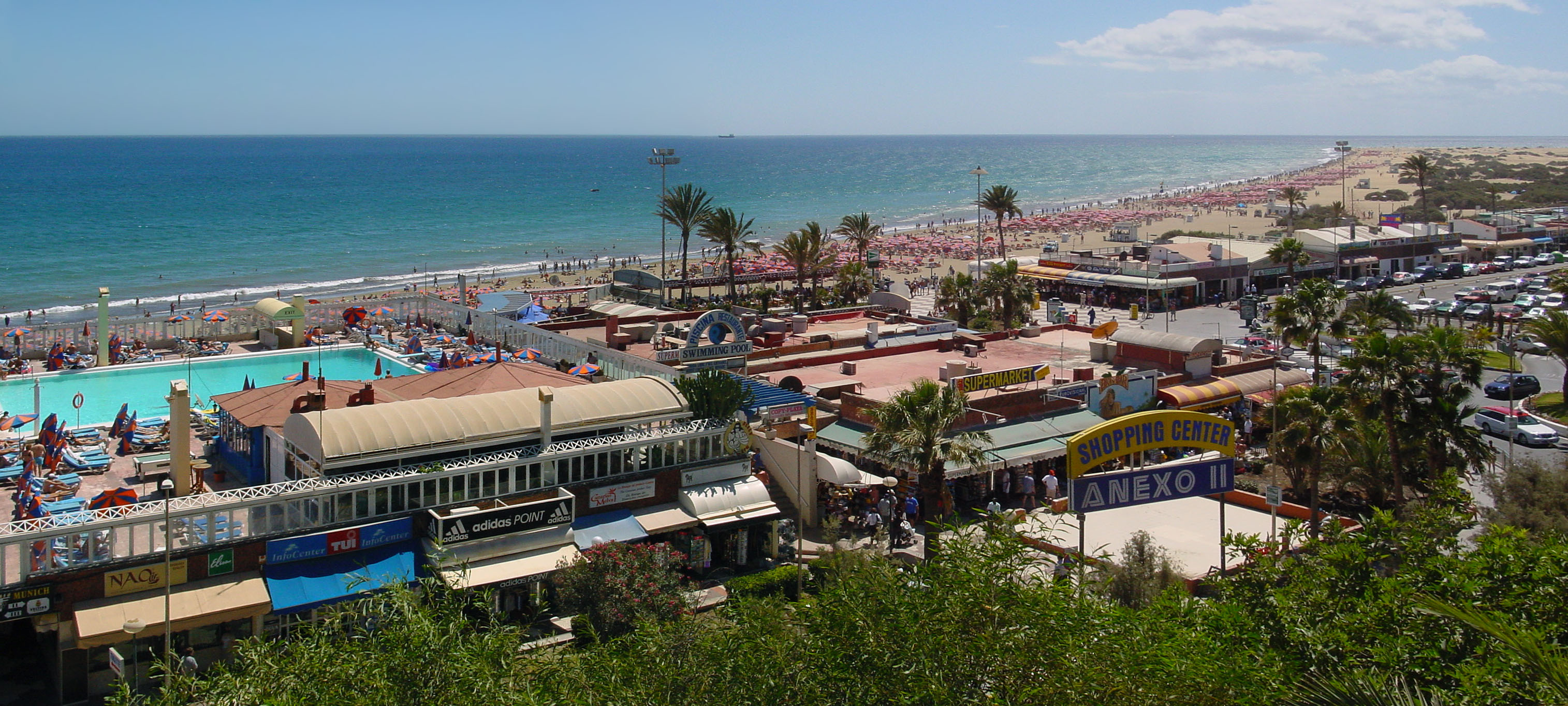
Utsikt över stranden i Playa del Inglés
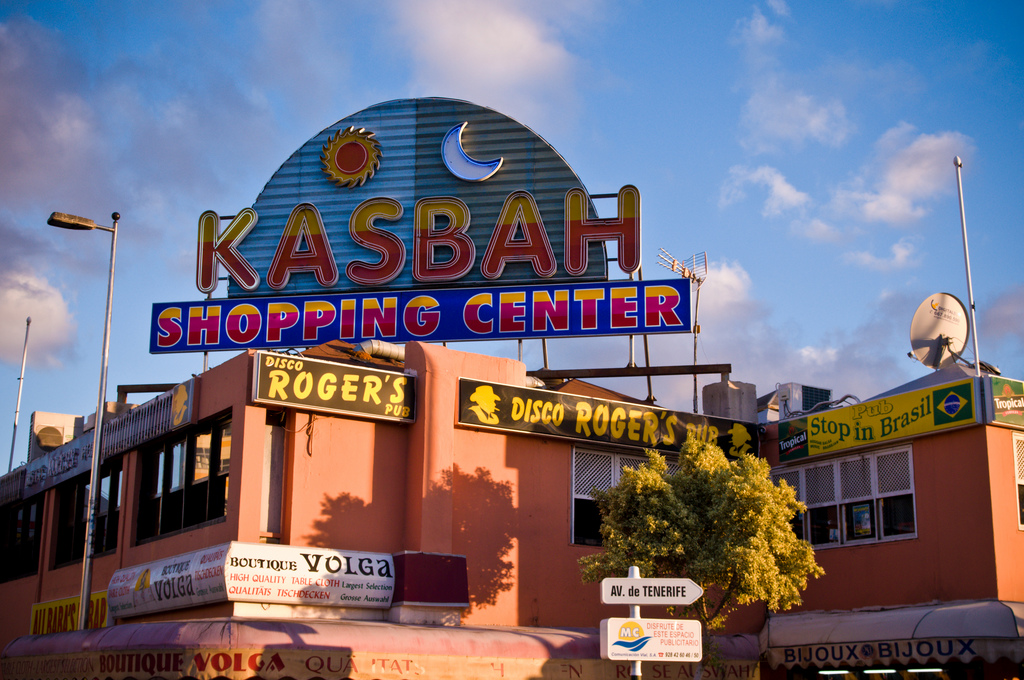
Kasbah Center
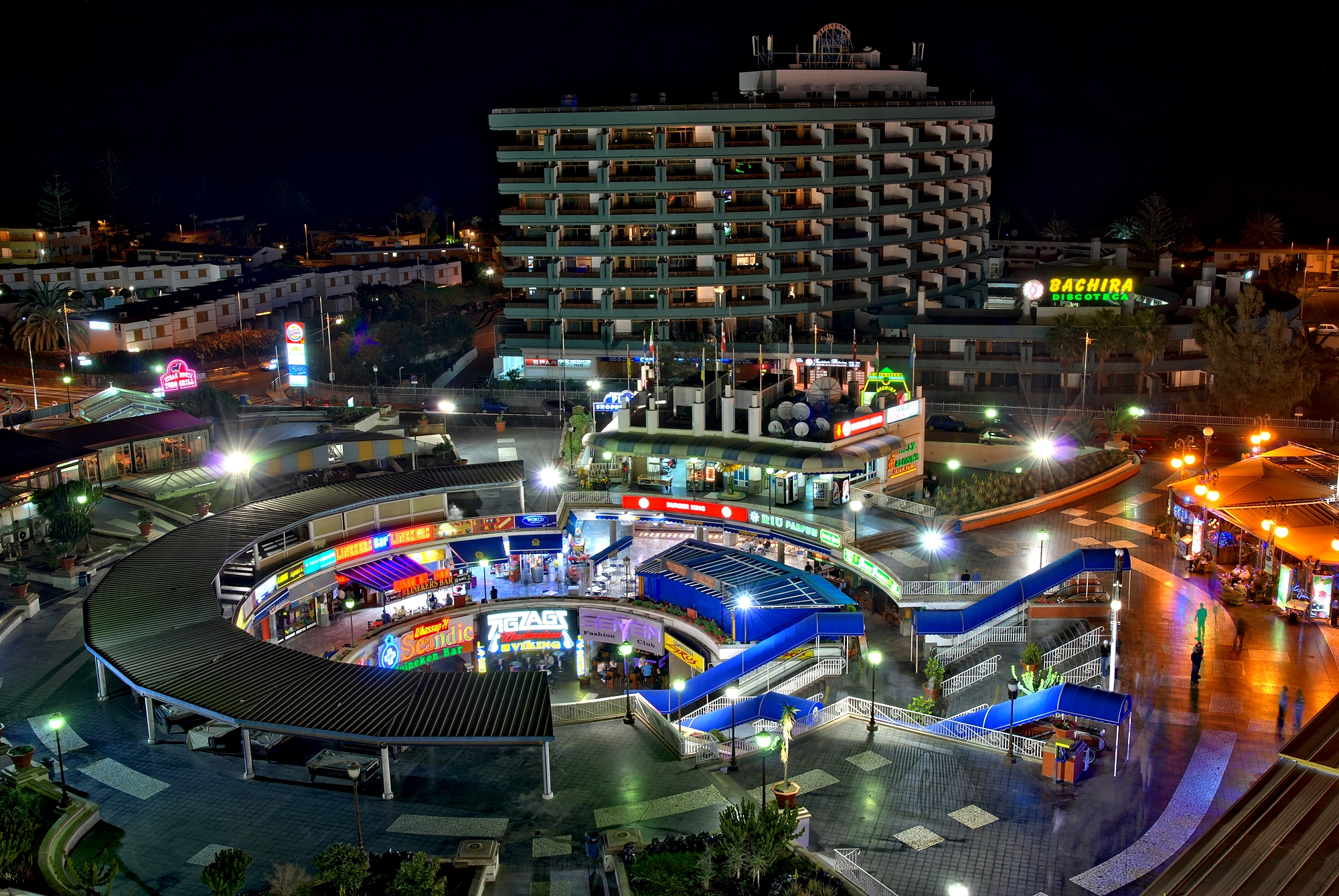
Plaza de Maspalomas, Kasbah Center
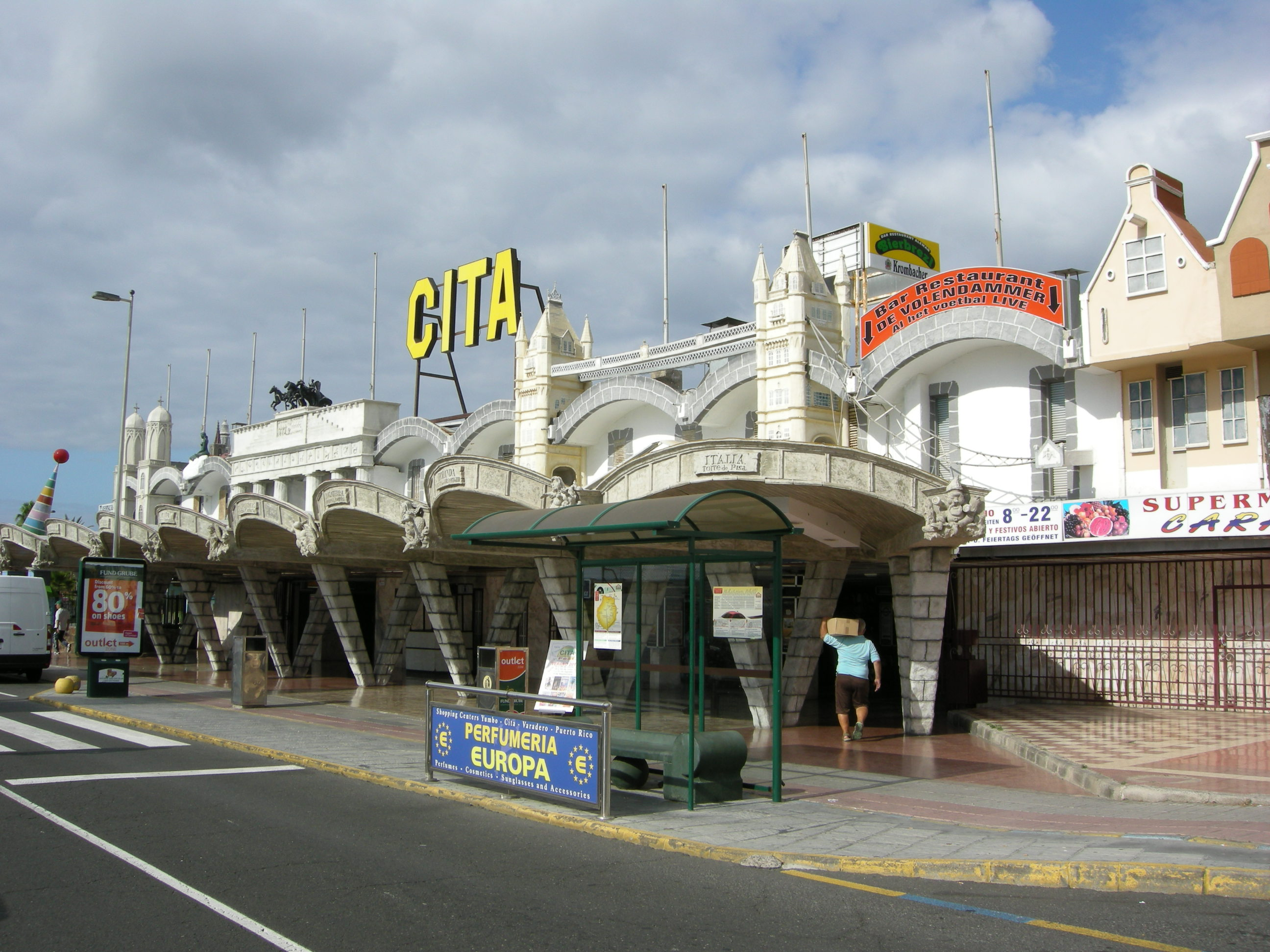
Cita Center
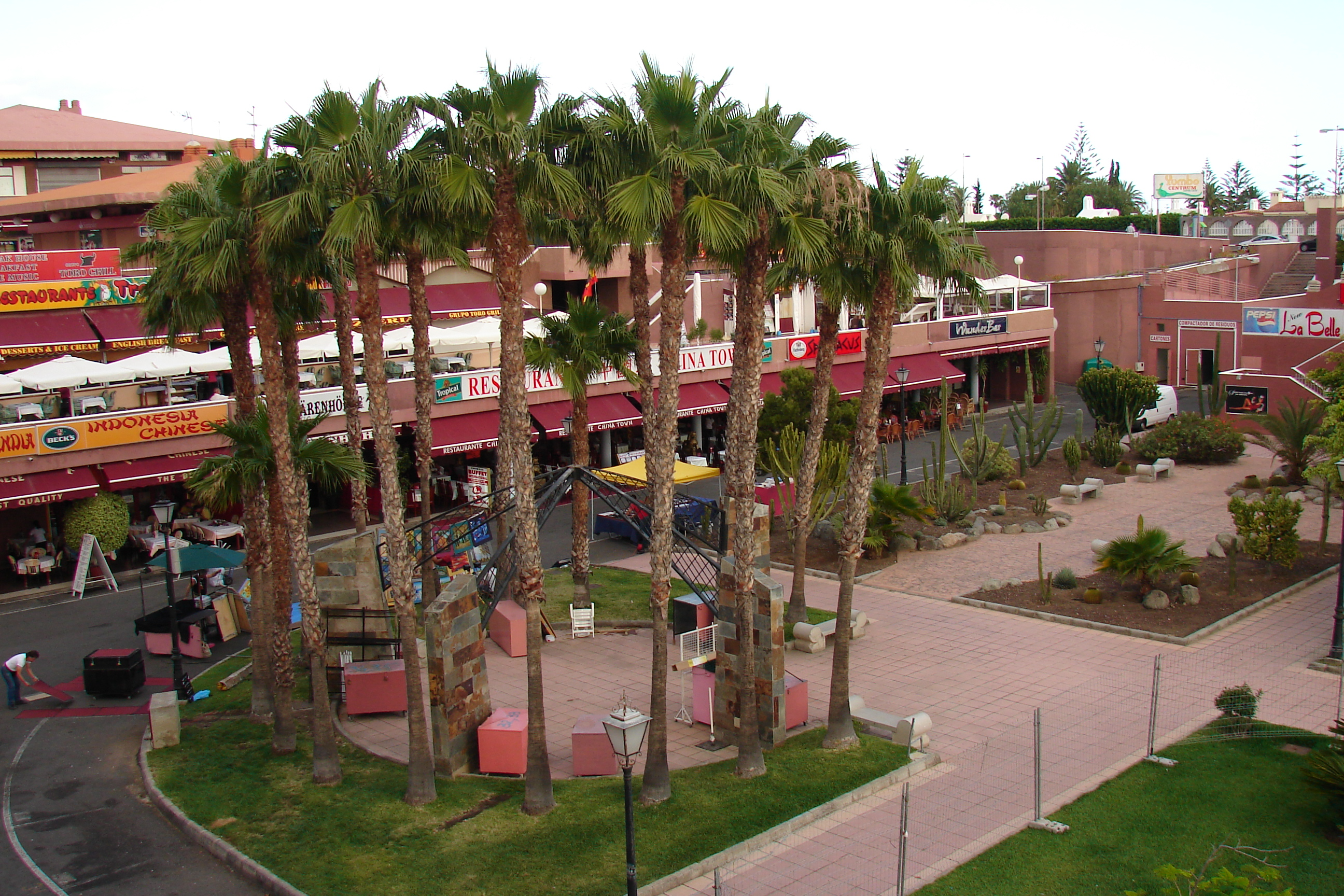
Yumbo Center
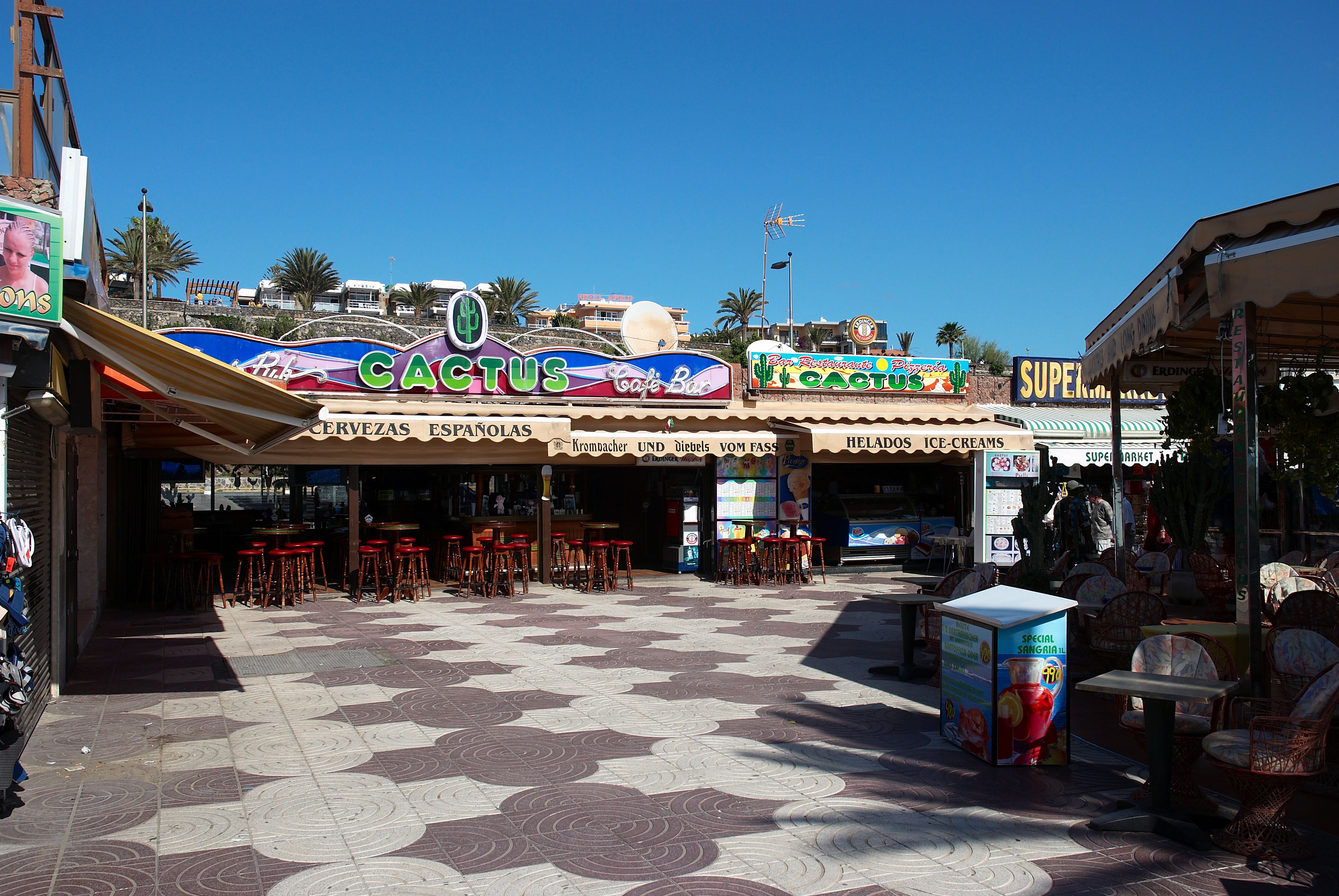
Butiker vid C.C. Anexo II på stranden
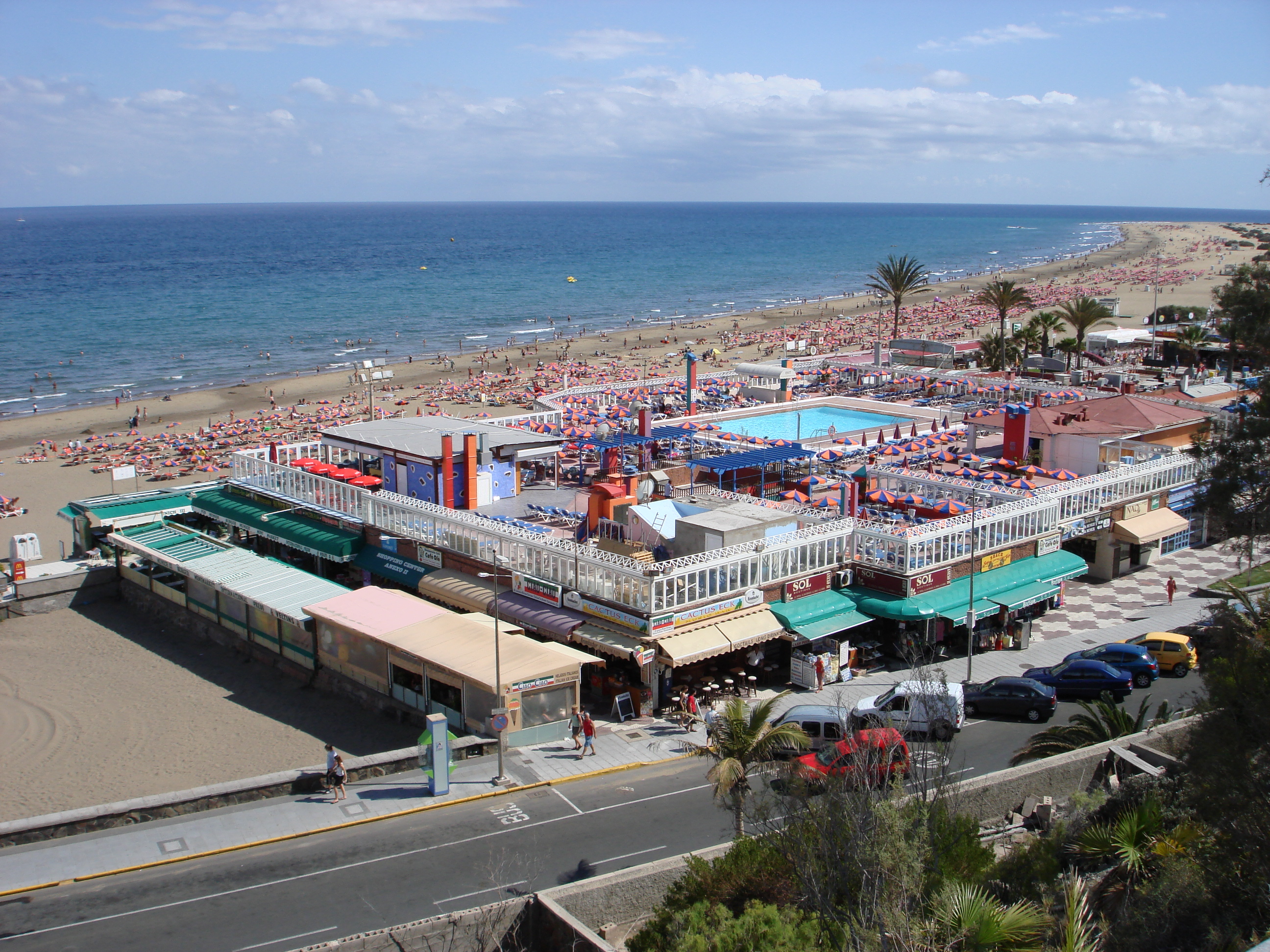
Utsikt över C.C. Anexo II
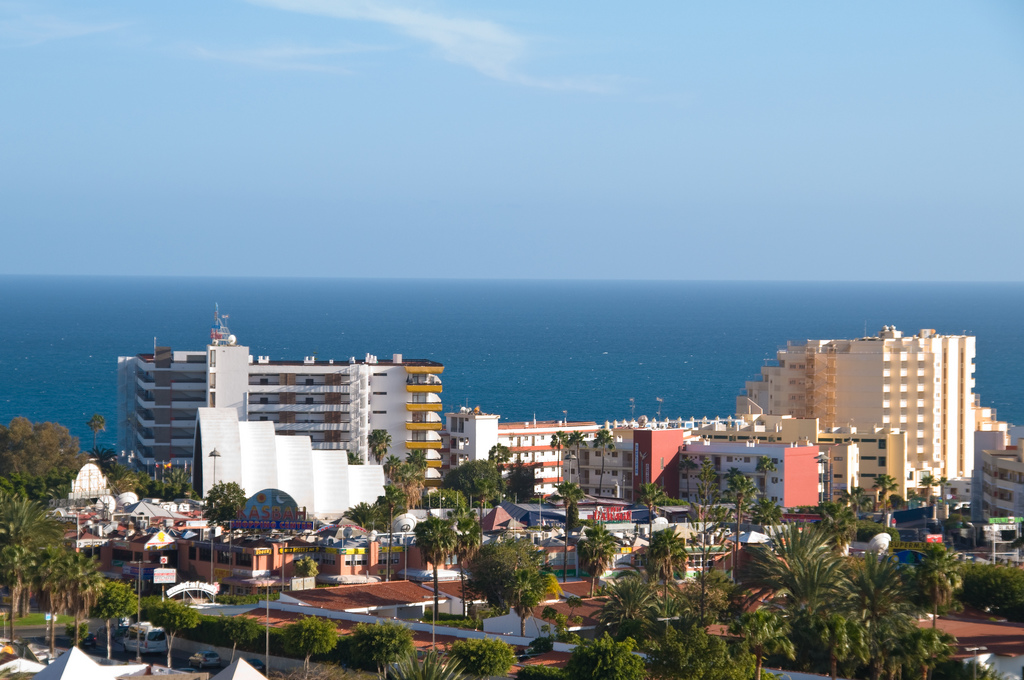

## Panorama

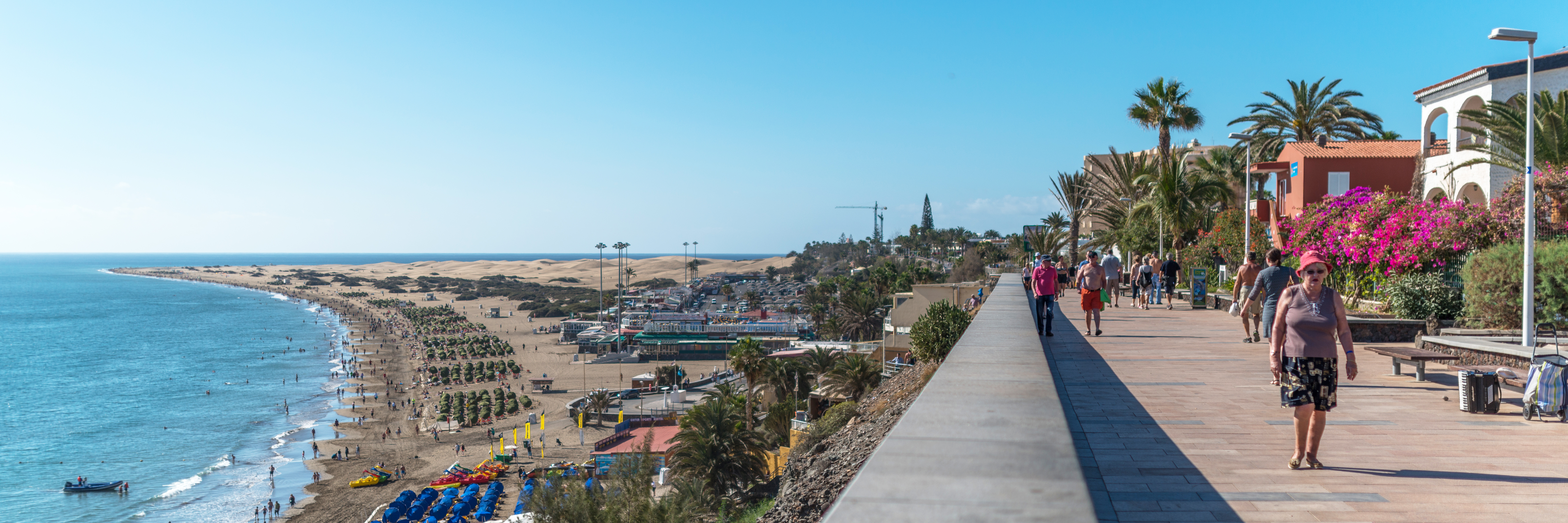
Playa del Inglés 2016
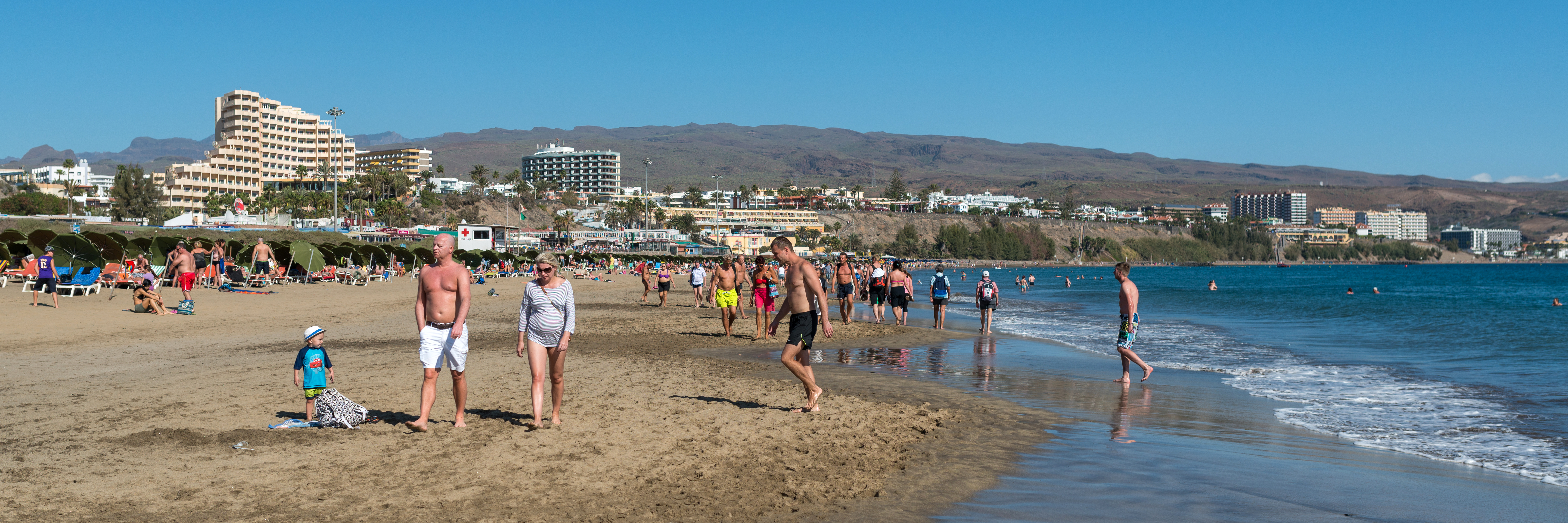
Playa del Inglés 2016